# Thane (Distrikt)
Der Distrikt Thane (Marathi ठाणे जिल्हा) liegt im Bundesstaat Maharashtra in Südwest-Indien.
Die gleichnamige Stadt Thane ist die Hauptstadt des Distrikts. Die letzte Volkszählung im Jahr 2011 ergab eine Gesamtbevölkerungszahl von 11.060.148 Menschen.

## Geschichte
Von vorchristlicher Zeit bis ins Jahr 1347 wurde das Gebiet – wie die ganze Region – von diversen buddhistischen und hinduistischen Herrschern regiert. Der erste namentlich bekannte Staat war das Maurya-Reich, die letzte nichtmuslimische Dynastie waren die Yadavas von Devagiri.
Nach jahrzehntelangen militärischen Auseinandersetzungen mit muslimischen Regenten im Norden Indiens erfolgte zwischen 1294 und 1500 die schrittweise Besetzung durch muslimische Heere. Danach herrschten bis 1730 verschiedene muslimische Dynastien (Sultanat Delhi, Bahmani, Dekkan-Sultanate, die Grossmoguln). Ab 1500 kam es zu heftigen Kämpfen um die Herrschaft an der Küste zwischen den muslimischen Herrschern und den Portugiesen. Zwischen 1666 und 1730 wurde das Gebiet Stück für Stück Teil des hinduistischen Marathenreichs. Vom 16. Jahrhundert bis zur Herrschaft der Briten gab es etliche Piratenstützpunkte an der Küste. Von 1774 bis 1782 konnten sich die Briten erstmals an der Küste festsetzen – doch mussten sie auf französischen Druck diese Gebiete wieder abgeben. Nach der Niederlage der Marathen gegen die Briten kam Thane unter dem Namen Distrikt Thana 1818 zum Britischen Empire, genauer zur britischen Verwaltungsregion Bombay Presidency. 1869 trennte sich ein Teil des Gebiets als Distrikt Kolaba (heute Distrikt Raigad) von Thane ab. An diesen Distrikt verlor man zwischen 1883 und 1891 weitere Gebiete. Zwischen 1920 und 1960 kam es zu weiteren Gebietsveränderungen. Mit der Unabhängigkeit Indiens 1947 und der Neuordnung des Landes wurde es 1950 Teil des neuen Bundesstaats Bombay. Im Jahre 1960 wurde Bombay geteilt und das Gebiet kam zum neu geschaffenen Bundesstaat Maharashtra. Am 1. August 2014 wurde der Distrikt geteilt und der nördliche Anteil als Distrikt Palghar ein eigener Distrikt.

## Bevölkerung

### Bevölkerungsentwicklung
Wie überall in Indien wächst die Einwohnerzahl im Distrikt Thane seit Jahrzehnten stark an. In den Jahren 2001–2011 betrug das Wachstum rund 36 Prozent (36,01 %). In diesen zehn Jahren nahm die Bevölkerung um fast 3 Millionen Menschen zu. Die genauen Zahlen verdeutlicht folgende Tabelle:

### Bedeutende Orte
Einwohnerstärkste Ortschaft des Distrikts ist der Hauptort Thane mit beinahe zwei Millionen Bewohnern. Weitere Millionenstädte sind Kalyan-Dombivli, Vasai-Virar City und Navi Mumbai. Bedeutende Städte mit über 100.000 Einwohnern sind Mira-Bhayandar, Bhiwandi Nizampur, Ulhasnagar, Ambarnath und Badlapur. Die städtische Bevölkerung macht 76,99 Prozent der absoluten Bevölkerung aus.

### Bevölkerung des Distrikts nach Bekenntnissen
Eine klar überwiegende Mehrheit von 80 Prozent der Bevölkerung sind Hindus. Eine zahlenmäßig bedeutende Minderheit bilden die Muslime. Buddhisten, Christen und Jainas sind kleinere religiöse Minderheiten. Die genaue religiöse Zusammensetzung der Bevölkerung zeigt folgende Tabelle:
| Jahr                                                                                     | Buddhisten | Buddhisten | Christen | Christen | Hindus    | Hindus  | Jainas  | Jainas | Muslime | Muslime | Sikhs  | Sikhs  | Andere1 | Andere1 | keine Angaben | keine Angaben | Total     | Total    |
| Jahr                                                                                     | Zahl       | %          | Zahl     | %        | Zahl      | %       | Zahl    | %      | Zahl    | %       | Zahl   | %      | Zahl    | %       | Zahl          | %             | Einwohner | %        |
| ---------------------------------------------------------------------------------------- | ---------- | ---------- | -------- | -------- | --------- | ------- | ------- | ------ | ------- | ------- | ------ | ------ | ------- | ------- | ------------- | ------------- | --------- | -------- |
| 2001                                                                                     | 309.630    | 3,81 %     | 242.101  | 2,98 %   | 6.506.337 | 80,01 % | 149.331 | 1,84 % | 880.827 | 10,83 % | 31.709 | 0,38 % | 8.811   | 0,11 %  | 3.103         | 0,04 %        | 8.131.849 | 100,00 % |
| 1 darunter 2.339 Parsen und 639 Juden (Bani Israel). Quelle: Volkszählung in Indien 2001 |            |            |          |          |           |         |         |        |         |         |        |        |         |         |               |               |           |          |

### Bevölkerung des Distrikts nach Sprachen
Nur eine knappe Mehrheit von rund 53 Prozent der Bevölkerung spricht Marathi. Es gibt etliche größere sprachliche Minderheiten. Bedeutendste sprachliche Minderheit mit mehr als 1 Million Muttersprachlern ist Hindi (mit Hindi-Dialekten 1.347.000 Personen). Sprachen mit mehr als 100.000 Angehörigen sind Urdu, Gujarati, Varli (gehört zur Gruppe der Bhil-Sprachen), Sindhi, Malayalam, Telugu (142.969), Kannada (121.713) und Marwari (Hindi-Dialekt mit Marathi-Einflüssen;109.468). Es folgen Tamilisch (99.660), Konkani (79.793) und Bengalisch (73.207), welche jeweils von über 50.000 Menschen gesprochen werden. Die genaue sprachliche Zusammensetzung der Bevölkerung zeigt folgende Tabelle:
| Jahr                                | Marathi   | Marathi | Hindi     | Hindi   | Urdu    | Urdu   | Gujarati | Gujarati | Varli   | Varli  | Sindhi  | Sindhi | Malayalam | Malayalam | Andere    | Andere  | Total     | Total    |
| Jahr                                | Zahl      | %       | Zahl      | %       | Zahl    | %      | Zahl     | %        | Zahl    | %      | Zahl    | %      | Zahl      | %         | Zahl      | %       | Einwohner | %        |
| ----------------------------------- | --------- | ------- | --------- | ------- | ------- | ------ | -------- | -------- | ------- | ------ | ------- | ------ | --------- | --------- | --------- | ------- | --------- | -------- |
| 2001                                | 4.331.829 | 53,26 % | 1.080.232 | 13,28 % | 638.021 | 7,85 % | 425.416  | 5,23 %   | 223.196 | 2,74 % | 186.996 | 2,30 % | 146.496   | 1,80 %    | 1.099.663 | 13,52 % | 8.131.849 | 100,00 % |
| Quelle: Volkszählung in Indien 2001 |           |         |           |         |         |        |          |          |         |        |         |        |           |           |           |         |           |          |